# Kiowa

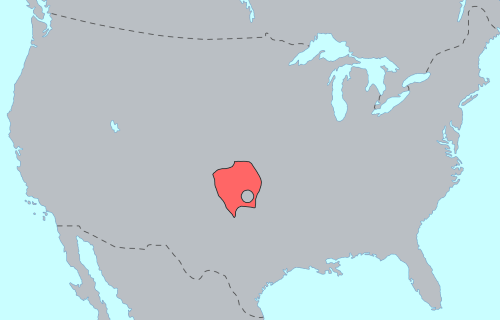
Kiowa

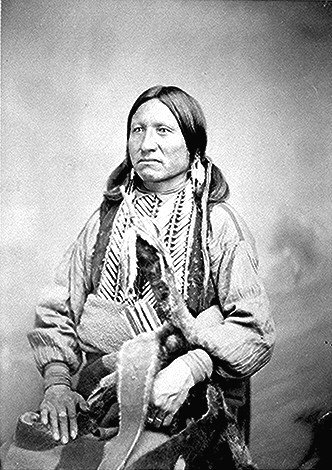
Kicking Bird, ein Häuptling der Kiowa, 1870

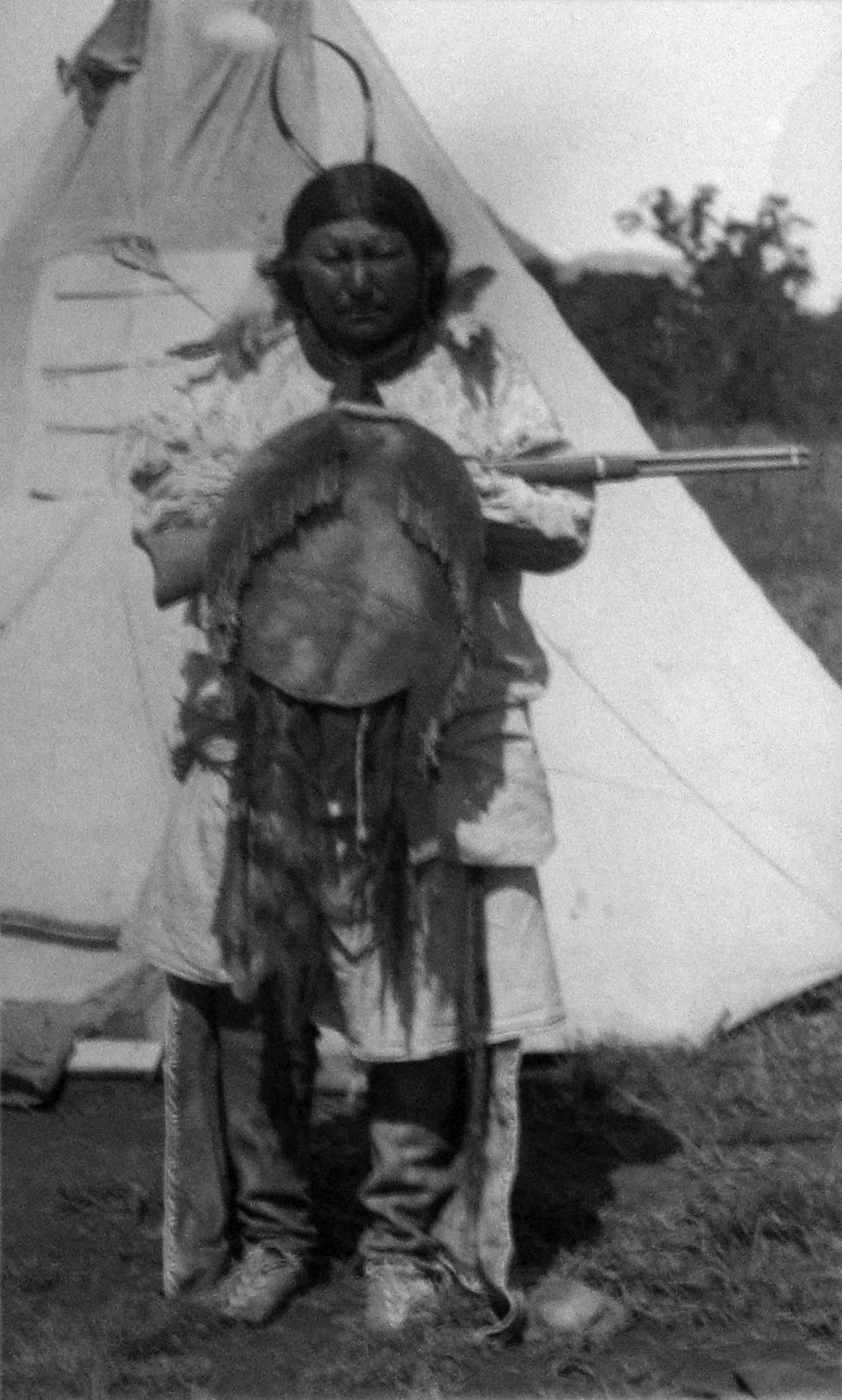
Häuptling White Horse mit Kriegsschild, 1891

Die Kiowa oder Ka'igwu (Principal People – „Erstes Volk“) sind ein Volksstamm der Indianer Nordamerikas, deren Vorfahren aus dem heutigen westlichen Montana ab dem 17. Jahrhundert südwärts in die Rocky Mountains nach Colorado und zuletzt im 18./19. Jahrhundert auf die Südlichen Plains zogen. Ab 1790 bildeten sie zusammen mit den Kiowa-Apache (Plains Apache) und den mächtigen Comanche die dominante militärische sowie politische Macht der Südlichen Plains und kontrollierten ein riesiges Handelsnetzwerk im Südwesten der Vereinigten Staaten. Als nomadische Plainsindianer gehörten sie zum Kulturareal der Prärien und Plains.
Historisch waren sie enge Verbündete der bereits genannten Kiowa-Apache und Comanche und später ihrer vormaligen Feinde, der Südlichen Cheyenne und Südlichen Arapaho (ab 1840). Zu ihren traditionellen Feinden zählten die Navajo (Diné), Ute, Shoshone, Osage, Pawnee und manchmal die Lakota; zu den verschiedenen Apache-Bands verhielten sie sich neutral (im Gegensatz zu den diesen gegenüber feindselig gesinnten Comanche) und verbündeten sich mit den Mescalero-Apache (ab Ende des 18. Jahrhunderts). Zudem waren sie bekannt für ihre weitreichenden Kriegszüge und hatten daher auch Scharmützel mit Stämmen, die nicht unbedingt als unmittelbare „Feinde“ kategorisiert werden können.

## Sprache
Ihre Sprache, das Kiowa oder Cáuijògà / Cáuijò:gyà („Sprache der Cáuigù (Kiowa)“) gehört zu den Kiowa-Tano-Sprachen, die vermutlich eine Untergruppe der Uto-aztekischen Sprachfamilie bilden.

## Herkunft und Migration auf die Plains
Gemäß den Überlieferungen der Kiowa lebten sie zunächst im Quellgebiet des Yellowstone Rivers, bevor sie später in die tiefer gelegenen Ebenen zwischen dem Missouri River in Nord-Montana und dem Arrow River im südlichen Kanada zogen. Dort lebten sie in enger Beziehung zu den athapaskischen Sarcee, einem der ersten Prärie-Indianer-Stämme, die bereits in Tipis lagerten und von der Büffeljagd lebten. Die Kiowa übernahmen rasch deren Lebensweise und wandelten sich ebenfalls von Jägern und Sammlern zu einem Volk von nomadischen Prärieindianern. Es wird vermutet, dass sich den Kiowa zu dieser Zeit eine andere Athapasken-Gruppe anschloss, die später als Kiowa-Apache bekannt wurde. Die Kiowa-Apache unterschieden sich von den Kiowa nur in der Sprache.

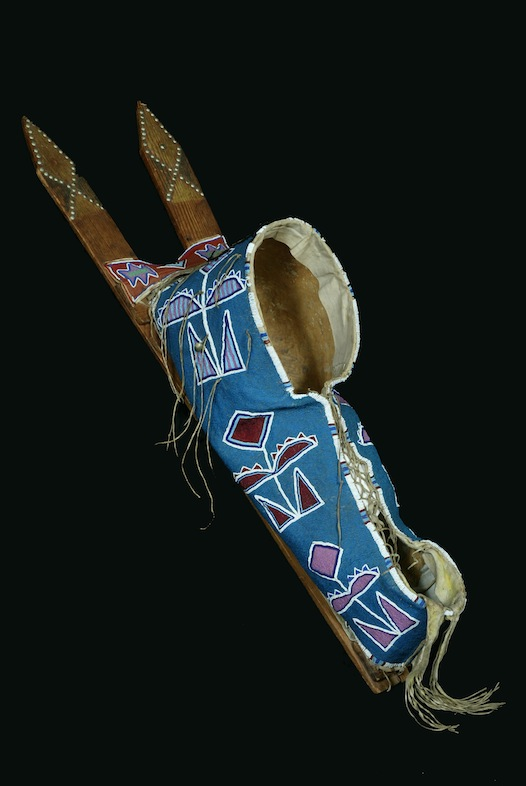
Mit Perlen besetztes Wiegenbrett zum Tragen von Kleinkindern, Sammlung des Children’s Museum of Indianapolis

Erstmals erscheinen die Kiowa 1682 in einer Quelle. Robert Cavelier de La Salle hörte von einem gefangenen Pawnee-Sklavenjungen in Fort St. Louis von den Kiowa und nannte sie „Manrhouts“, die Kiowa-Apache „Gattacka“.
Vermutlich um 1700 migrierten die Kiowa, die vermutlich nie mehr als 4000 Personen zählten, zusammen mit den Kiowa-Apache (höchstens 600 Personen) in die Black Hills. Dort verbündeten sich die Kiowa mit den Absarokee, von denen sie nun vollends den Lebensstil der Plains-Indianer übernahmen. Durch die Crows (Absarokee) kamen die Kiowa auch in den Besitz ihrer ersten Pferde, die sie bald zur Jagd nutzten. Auch die Zeremonie des Sonnentanzes, die sich bald in den Great Plains ausbreiten sollte, übernahmen sie von den Crows. Als Nomaden der Prärie lebten die Kiowa nun von der Büffeljagd.
In den Black Hills spaltete sich, laut Erzählungen der Kiowa, wegen Streitigkeiten zweier Häuptlinge eine Gruppe, die Kuáto („Pulling Out“), vom größeren Stammesverband ab.
Als die Lakota (Sioux), Arapaho und Cheyenne von Osten in die Black Hills drängten, mussten die Kiowa nach Süden ausweichen. Die zurückgebliebenen Kuáto wurden laut den Legenden der Lakota gegen 1780 in schweren Kämpfen ausgelöscht.
Anfang des 18. Jahrhunderts streiften die Kiowa zwischen dem Platte und Kansas River im Süden von Nebraska und im Norden von Kansas. Von hier aus zogen sie langsam weiter südwärts, so dass sie gegen 1750 auf den Central Plains zwischen dem Republican und dem Smoky Hill River lebten; zu dieser Zeit war der Smoky Hill River jedoch als River of the Padoucas bekannt, wobei mit Padouca damals die Comanche sowie deren Machtbereich, der damals noch bis zum Platte River reichte, bezeichnet wurden. Die mächtigen Yaparuhka und Jupe Bands streiften bis 1775 weiterhin nördlich des Arkansas River, obwohl der Rest der Comanche nun südlich des Flusses lebte.
Über den North (bis 1805 war er als Padouca/Comanche Fork bekannt) und den South Platte River gelangten die Kiowa zwischen 1780 und 1790 in den nördlichen Teil des von den Comanche militärisch, politisch sowie ökonomisch kontrollierten Gebiets und versuchten sich zusammen mit den Kiowa Apache dort anzusiedeln. Dies führte zuerst zu heftigen Kämpfen zwischen den Völkern; um 1790 traf zufällig ein Trupp Kiowa unter Kriegshäuptling Guikate beim heutigen Las Vegas im Nordosten New Mexicos eine Gruppe feindlicher Comanche, hierbei unterbreiteten die Kiowa ein Friedensangebot, das eine militärisch-politische Allianz zwischen den drei Stämmen zum gegenseitigen Schutz vorsah. Daraufhin trafen sich später Guikate und der Oberhäuptling der mächtigen Nokoninuu (Nokoni) Band der Comanche und vereinbarten, dass die drei Stämme nunmehr zusammen die gleichen Gebiete durchstreifen und nutzen durften und sich gegenseitig gegen Feinde beistehen würden.
Die Kiowa sowie ihre engen Verbündeten, die Kiowa Apache (Plains Apache), die bei Stammeszusammenkünften als eine Band der Kiowa galten, streiften jedoch meist nördlich des Canadian River und Red River nordwärts bis zum Arkansas River im Texas und Oklahoma Panhandle sowie angrenzenden Gebieten. Später zogen manche Gruppen auf den Llano Estacado sowie südwärts bis zum Brazos River in Texas.
Fortan kontrollierten diese drei Stämme zusammen ein riesiges Stammesgebiet auf den Südlichen Plains, das den Osten des heutigen Colorado, den Westen von Kansas, große Teile Oklahomas, Nordosten von New Mexico und Nord-, West- sowie Zentral-Texas umfasste. Das Gebiet wurde auf Grund seiner fast nahtlosen Kontrolle durch den bevölkerungsstärksten und mächtigsten Stamm in dieser Allianz von den Spaniern und Mexikanern sowie später von den Amerikanern meist einfach als Comancheria bezeichnet.

## Soziopolitische Organisation
Die Kiowa hatten im Gegensatz zu ihren späteren Verbündeten – den Comanche – wie viele Völker auf den Nördlichen und Central Plains eine politische Idee von einer Nation (oder Stamm) entwickelt und eine klar strukturierte politische Führung sowie Stammesorganisation. Der ganze Stamm versammelte sich einmal im Jahr zusammen mit den Plains Apache (Kiowa Apache) während des Sonnentanzes (Sun Dances) (Kc-to genannt) unter der Führung eines demokratisch gewählten Oberhäuptlings, der nach innen sowie nach außen die symbolische Einheit des Stammes verkörperte. Er hatte zwar durch seine Wahl politisch den größten Einfluss innerhalb des Stammes und trat auch in Verhandlungen mit benachbarten Stämmen oder Weißen (Spaniern, Mexikanern und Amerikanern) als Verhandlungsführer und Sprecher des Stammes auf, doch konnte er niemals gegen den Willen der jeweiligen Häuptlinge der einzelnen Bands seine eigene politische Agenda durchsetzen. Zudem wurde der Stamm durch die einzelnen Bands übergreifende Militärgesellschaften (Kriegsgesellschaften) sowie religiösen Gesellschaften zusammengehalten.
Die Häuptlinge wurden – genauso wie der Oberhäuptling – innerhalb der Bands demokratisch gewählt und konnten sofort abgesetzt werden, sollten sie auf Grund ihres Alters, eines Fehlverhaltens oder eines durch sie verursachten (oder nicht verhinderten) Unglücks ihrer Rolle nicht mehr gerecht werden. Neben Tapferkeit und Mut im Kampf wurde bei der Wahl zum Häuptling bei den Kandidaten auch deren Intelligenz, Großzügigkeit, Höflichkeit, Erfahrung, Kommunikationsstärke und insbesondere deren Fähigkeit, durch persönliches Beispiel die Band zusammen zuhalten und führen zu können, berücksichtigt.
Für die Kiowa stellte der junge furchtlose Krieger die ideale Persönlichkeit dar, was sich auch in den hierarchisch gegliederten Militärgesellschaften (Kriegsgesellschaften) widerspiegelte; dies führte dazu, dass die Kiowa in der Geschichte der Südlichen Plains eine bedeutende Rolle einnahmen.
Die Kiowa unterteilten sich in matrilokale Großfamilien (engl. Extended families), wobei die Männer sich hierbei der Kernfamilie ihrer Frau anschlossen; mehrere verwandte Großfamilien bildeten zudem wiederum eine Lokalgruppe (engl. local [residential] band / group), die über gemeinsame Gebiete und deren Ressourcen verfügen durften. Diese Lokalgruppen (jōfàujōgáu oder jōdáu) wurden durch das Oberhaupt der führenden Familie angeführt, dem jōfàujōqì. Die meiste Zeit im Jahr waren die Kiowa innerhalb ihrer jōfàujōgáu / jōdáu in deren Streifgebiet als Jäger und Sammler unterwegs. Diese Lokalgruppen waren zudem in insgesamt sechs Bands (topadoga) organisiert, die von einem gewählten Häuptling, dem Topadok'i („führender Häuptling“) geführt wurden (hierbei werden die Plains Apache (Kiowa Apache) als eine Band der Kiowa betrachtet). Diese Bands begriffen sich als eine politisch-gesellschaftliche Einheit, die sich von anderen Bands unterschied, durch familiäre Verwandtschaft, dem gemeinsamen Territorium, kulturelle Eigenheiten sowie meist einem leicht abweichenden Dialekt.
Zudem waren die Bands der Kiowa in zwei regionale sowie politische Gruppierungen (besonders hinsichtlich ihrer Beziehung zu den Comanche) organisiert:
- To-kinah-yup oder Thóqàhyòp / Thóqàhyòi („die Nördlichen“, wörtlich: „Männer aus der Kälte oder Volk der Kälte“, d. h. „nördliche Kiowa“, umfassten die größeren nördlichen Bands entlang des Arkansas River und der Oklahoma-Kansas-Grenze, ab 1840 meist Verbündete der Südlichen Cheyenne und Südlichen Arapaho)
- Sálqáhyóp oder Sálqáhyói („die Südlichen“, wörtlich: „Volk der Hitze“, d. h. „südliche Kiowa“, umfassten die kleineren südlichen Bands, die zusammen mit den Comanche entlang des Canadian Rivers und North Canadian Rivers (in Oklahoma: Beaver River genannt) im Llano Estacado (Staked Plains), im Oklahoma und Texas Panhandle lebten, Verbündete der Comanche)

Als der Druck der vordringenden Siedlungsgrenze (Frontier) sowie der US-Armee auf die Kiowa sowie deren Land in den 1850er Jahren zunahm, begannen sich langsam diese zwei regionalen Gruppierungen aufzulösen und eine neue regionale Gruppierung entwickelte sich:
- Gwa-kelega oder Gúhàlēcáuigú („Wild Mustang Kiowa“ oder „Gúhàlē Kiowa“; waren nach der Kwaarʉ Nʉʉ (Kwahadi, Quohada) Band der Comanche benannt, in deren unmittelbarer Nähe sie lebten und zusammen den letzten Widerstand gegen weiße Siedlungen auf den Südlichen Plains führten. Diese Comanche Band wurde von den Kiowa als Gúhàlēgáu – „Wild Mustang People“ auf Grund der großen Mustangherden in deren Territorium bezeichnet.)

Nach dem Tod des letzten unumstrittenen und bedeutendsten Oberhäuptlings Dohäsan im Jahr 1866 konnten die Kiowa niemals wieder ihre vormalige politische Stammeseinheit erlangen; die Bands organisierten sich nun politisch in eine Friedensfraktion und eine Kriegsfraktion. Die geographische Nähe der einzelnen Bands sowie deren Ausmaß von Umgang bzw. Abhängigkeit zum Militär- und Handelsposten Fort Sill (Xóqáudáuhága- ′At Medicine Bluff′, wörtlich: ′Rock Cliff Medicine At Soldiers Collective They Are′, einem traditionell für die Kiowa spirituell wichtigem Versammlungsort) entschied oftmals, ob es sich um sog. Friedens-Bands (handelten und siedelten meist nahe dem Fort, waren auch bald von Nahrungsmittellieferungen abhängig) oder um sog. Kriegs-Bands handelte (die nur zum Handel zum Fort kamen, ansonsten weiterhin frei umherzogen und sich ihre Freiheit bewahren wollten).

### Bands innerhalb des Tipi-Rings während des Sonnentanzes
Wie oben bereits erwähnt, versammelten sich die einzelnen ansonsten weit umherschweifenden Bands der Kiowa einmal im Jahr während des Sonnentanzes (Sun Dances) (Kc-to genannt) in einem Lagerkreis (Tipi-Ring):
- Kâtá / Kxaut-tdaw oder Qáutjáu (‘Biters’, im Sinne für „Betrüger“, wörtlich: Arikara (Kxaut-tdaw), da sie starke Handelskontakte zu den Arikara unterhielten, manche Familien hatten zudem Arikara-Vorfahren, größte und mächtigste Kiowa Band)
- Kogui oder Qógûi (‘Elks Band’ – „Wapiti Band“)
- Kaigwa oder Cáuigú (‘Kiowa Proper’ – „eigentl. Kiowa“, evtl. Original-Band oder einst politisch führende Band, daher namensgebend für den ganzen Stamm)
- Kinep / Kí̱bi̱dau / Kíbìdàu (′Big Shields′ – „Große Schilde“) oder Khe-ate / Kí̱ːet / Kíèt (‘Big Shield’ – „Großer Schild“), auch bekannt als Káugyabî̱dau / Kāugàbîdāu (′Big Hides / Robes′ – „große Häute / große Roben“)
- Semat / Sémhát (‘Stealers’, ′Thieves′ – „Räuber, Diebe, Gauner“, Bezeichnung der Kiowa für die verbündeten Kiowa Apache (Plains Apache), während des Sonnentanzes wurden sie jedoch als Taugûi / Tau-Gooey – ′Sitting (at the) Outside′ – „Jene, die Außerhalb sitzen“ bezeichnet)
- Soy-hay-talpupé / Sáuhédau-talyóp (‘Blue Boys’ – „Blaue Jungs“) oder Pahy-dome-gaw / Pái-dome-gú (‘Under-the-Sun-Men’), oft auch als Montalyui oder Kó̱tályop / Kṓtályóp / Kṓtályôi (‘Black Boys’ – „Schwarze Jungs“, daher: Black Boy Band) oder nach dem Kulturheros der Kiowa – Séndè / Sindi als Séndèiyòi (‘Séndè / Sainday's Children’ – „Séndè / Sainday's Kinder“) bezeichnet. (kleinste Kiowa Band)

Während des Sonnentanzes (Sun Dances) hatte jede Band eine spezielle Pflicht und Aufgabe zu erledigen, die traditionell festgelegt war:
Die Kâtá / Qáutjáu besaßen das traditionelle Recht (Pflicht/Aufgabe), für genügend Bisonfleisch sowie für die Versorgung beim Sun Dance zu sorgen. Diese war nicht nur die größte und mächtigste Band, sondern insbesondere auf Grund ihrer hervorragenden Handelskontakte sowie ihrer politischen und militärischen Macht besonders wohlhabend an Pferden, Tipis und anderen Gütern. Die berühmten Oberhäuptlinge der Kiowa – Dohäsan und Lone Wolf the Elder (Guipago) – waren Mitglieder der Kâtá / Qáutjáu.
Die Kogui / Qógûi waren für die Durchführung der Kriegszeremonien während des Sonnentanzes (Sun Dances) verantwortlich. Viele für ihre Kriegstaten und ihre Tapferkeit berühmte Familien sowie Häuptlinge, wie Ad-da-te (‘Islandman’), Satanta, Kicking Bird und die Kriegshäuptlinge Big Bow und Stumbling Bear (Set-imkia) gehörten dieser Band an.
Die Kaigwu / Cáuigú waren die Hüter des Heiligen Bündels (Medizin-Bündels) (Tai-mé, Taimay) und der Heiligen Lanze. Deshalb wurden sie von den anderen Bands besonders respektiert und genossen besonderes Prestige.
Die Kinep / Kí̱bi̱dau / Kíbìdàu oder Khe-ate / Kí̱ːet / Kíèt wurden oft auch ‘Sun Dance Shields’ – „Schilder d. h. Beschützer des Sonnentanzes“ genannt, da sie währenddessen polizeiliche Aufgaben wahrnahmen und für Sicherheit sorgten. Der Häuptling Woman’s Heart (Manyi-ten) gehörte ihr an.
Die Semat / Sémhát oder Kiowa Apache (Plains Apache) galten zwar als eine Band der Kiowa mit eigener Sprache und teilweise abweichender Kultur und durften daher gleichberechtigt teilnehmen, hatten aber keine speziellen Aufgaben und Pflichten während des Sonnentanzes (Sun Dance).
Die Soy-hay-talpupé / Sáuhédau-talyóp hatten genau wie die Sema / Sémhát keine besondere Aufgaben oder Pflichten. Zu dieser Band gehörte der einflussreiche Medizinmann Maman-Ti, der der spirituelle Führer während des letzten Widerstands der Kiowa war.

## Allianzen und Rivalitäten
Die Kiowa lebten oft in nächster Nachbarschaft zu den Comanche, beide Stämme bewahrten jedoch ihre kulturellen Unterschiede. Bei den Kiowa lebten, wie bereits erwähnt, die sog. Plains Apache oder Taugûi / Tau-Gooey, die kulturell den Kiowa, sprachlich jedoch den Apache (Ah-Tau-Gooey) im Südwesten der USA und Norden Mexikos angehören und daher früher meist als Kiowa Apache bezeichnet wurden. Politisch hatten diese jedoch keinerlei Verbindung zu den verschiedenen Apache-Stammesgruppen, sprachen (sprechen) jedoch eine Variante der Apache-Sprachen. Diese eigentümliche Verbindung bewirkte, dass die Kiowa gegenüber der meist offenen Feindschaft zwischen Comanche und Apache Neutralität bewahren konnten. So schlossen sie durch Vermittlung der Plains Apache (Kiowa Apache) Ende des 18. Jahrhunderts einen dauerhaften Frieden mit den Mescalero Apache, der ihnen den Zugang zu den Märkten der sog. Eight Northern Indian Pueblos (Nambé (Nambe O-Ween-Ge), San Juan (Ohkay Owingeh), Pojoaque (Po-suwae-geh), San Ildefonso (Po-woh-ge-oweenge), Santa Clara (Kha'p'oo Owinge), Tesuque (Tet-sugeh), Picuris (Pe’ewi) und Taos (Tuah-Tah)) erleichterte, um dort ihre Waren (Felle, Fleisch, Pemmikan im Tausch für Mais, Weizen, Zucker, Kleidung u. a.) handeln zu können. Diese Pueblo-Völker sprachen zwar mit Tewa sowie Tiwa ebenfalls zwei Kiowa-Tano-Sprachen, waren jedoch meist mit Spaniern, Südlichen Ute sowie Jicarilla Apache gegen die Nomaden der Südlichen Plains (Kiowa, Plains Apache, Comanche, Südliche Cheyenne und Arapaho) verbündet. Insbesondere die beiden bedeutenden und mächtigen Tiwa-Pueblos Picuris und Taos waren durch Heirat und Allianz mit den Jicarilla Apache verbündet; die Picuris standen der Ollero Band der Jicarilla Apache und die Taos der Llañero Band der Jicarilla Apache nahe.
Wie andere Plains-Stämme auch, hatten die Kiowa eine ausgesprochen Kriegergesellschaft entwickelt und bekämpften sowohl feindliche Stämme, die versuchten in ihr Territorium einzudringen, als auch weit entfernt ihrer Streifgebiete lebende Völker, um dort Pferde, Frauen und Kinder zu rauben und um als Krieger Ruhm zu erlangen. Hierbei wurden die Kiowa sogar unter den ebenfalls nomadischen Plains-Stämmen für ihre oftmals mehrere Monate dauernden und weite Distanzen überbrückenden Raub- und Kriegszüge bekannt; so sind Unternehmungen gegen Lakota (Teton Sioux), Nakota (Yankton und Yanktonai Sioux) sowie Dakota (Santee Sioux) auf den Nördlichen Plains und den östlich angrenzenden Prairies, entlang des Mississippi und Missouri gegen Sauk (Sa ki wa ki), Meskwaki, Kansa (Kaw), Omaha und Oto (Wahtohtata) sowie gegen Havasupai im Grand Canyon in Arizona bekannt.
In den Jahren von 1800 bis 1840 befanden sich die Kiowa und Kiowa Apache (Plains Apache) meist in Konflikt mit benachbarten Stämmen im Westen und Norden ihres Territoriums, die versuchten in die Comancheria einzudringen – insbesondere Navajo (Ahboho), Ute und manchmal Lipan Apache. Ab 1820 jedoch eskalierten die Auseinandersetzungen mit den nach Süden vordringenden Cheyenne (Sah-Kxaut-Tdaw) und Arapaho (Ah-He Yile Gaw), die zudem lose mit den Lakota verbündet waren. Während der Pockenepidemie (1817 und 1848) auf den Südlichen Plains erlitten die Kiowa, Kiowa Apache sowie die Comanche extreme Verluste an Menschenleben; zudem wurden ihnen von den verbündeten Cheyenne und Arapaho teilweise mehr als 1000 Pferde in einem Raubzug gestohlen – und dies wiederholt. Zuerst bewegten sich diese Konflikte im Rahmen der bekannten Gepflogenheiten der Kriegstaktiken auf den Plains von Aktion (Überfall) und Reaktion (Vergeltung) mit meist wenigen Toten; nun jedoch begannen die Kriegstrupps der feindlichen Stämme (Cheyenne und Arapaho) immer öfter hohe Verluste im Kampf in Kauf zu nehmen, um so viele gegnerische Krieger wie möglich töten zu können. Den Kiowa wurde nach mehreren extrem brutalen und teilweise verlustreichen Auseinandersetzungen klar, dass die Cheyenne und Arapaho hierdurch klarstellen wollten, dass sie beabsichtigten, ihre neu gewonnenen Gebiete in Colorado und Kansas nicht mehr aufzugeben. Daher schlossen bald die beiden erschöpften Stammes-Allianzen – wiederum unter Vermittlung der Kiowa Apache (Plains Apache), die mit den Arapaho durch Heiraten verwandt waren, ein dauerhaftes Bündnis, das durch die Übergabe von Tausenden von Pferden seitens der Comanche, Kiowa und Kiowa Apache an die nun als Southern Cheyenne und Southern Arapaho bekannten Gruppen besiegelt wurde.
Genauso wie die Comanche wurden sie hervorragende Pferdediebe und waren für ihre großen Pferdeherden bekannt. Bald begleiteten sie die Comanche auf deren Raubüberfällen und waren dafür berüchtigt, besonders weite Distanzen zurückzulegen. Diese Überfälle und Kriegszüge führten sie bis nach Kanada oder tief in den Süden von Mexiko – nach Zacatecas in der Provinz Guadalajara.
Tatsächlich wurden die Kiowa im 19. Jahrhundert als „notorische Räuber“ bekannt, vor deren Überfällen weder die Amerikaner, noch die Mexikaner oder feindliche Stämme sicher waren. Allerdings reagierten die Kiowa dabei oft nur auf Überfälle anderer, denn die Kiowa waren, ihrer großen Pferdeherden wegen, ein Ziel etlicher anderer Indianerstämme.

## Letzte Kämpfe gegen die US-Armee
Ab 1850 nahmen die Kämpfe mit der US-Armee zu, die einen 1837 mit den Kiowa vereinbarten Vertrag brach. Kurzzeitig mussten einige Landstriche in Texas von weißen Siedlern aufgrund der Überfälle durch Kiowa und Comanche wieder geräumt werden, aber um 1855 gelang es der US-Armee, das Gebiet wieder zu befrieden.
Erst um 1865, nach Beendigung des Amerikanischen Bürgerkriegs, nahm der Druck der US-Armee auf die Kiowa erneut zu. Daher versammelten sich ca. 5.000 Stammesmitglieder der verbündeten Kiowa, Kiowa Apache (Plains Apache), Comanche, Southern Cheyenne und Southern Arapaho auf einem traditionell heiligen Versammlungsplatz der Kiowa nahe dem heutigen Medicine Lodge in Kansas, um die insgesamt drei Verträge, allgemein als Vertrag von Medicine Lodge von 1867 bekannt, zu unterzeichnen; die Stämme traten hierin große Stammesgebiete an die Vereinigten Staaten ab und stimmten ihrer Umsiedlung in ein großes Reservat zu. Die Kiowa, Kiowa Apache (Plains Apache) und Comanche mussten in ein Reservat bei Fort Sill westlich des 98. Meridians umsiedeln, das zwischen dem Washita River im Norden und dem North Fork des Red River sowie des Red River im Süden lag und somit den Südwesten Oklahomas bis zur Grenze zu Texas sowie den Osten des Texas Panhandle umfasste. Die Southern Cheyenne und Southern Arapaho mussten fast 90 % der ihnen erst vor zwei Jahren im Vertrag von Little Arkansas von 1865 zugesagten Reservation aufgeben. Zudem wurden den Stämmen alleinige Jagdrechte nördlich des Arkansas River (Südliche Cheyenne und Südliche Arapaho) sowie südlich des Arkansas River (Kiowa, Kiowa Apache und Comanche), solange es Bisonherden gibt, zugesagt, und jegliche Ansiedlung weißer Siedler in der ehemals zugesagten Reservation von 1865 hierhin untersagt. Andererseits mussten die Stämme ihre Opposition gegenüber dem Eisenbahnbau durch ihr ehemaliges Stammesgebiet aufgeben und versprechen, nur innerhalb der Reservation zu leben.
Nachdem zunächst der größte Teil der Kiowa in das Reservat gegangen war, riefen einige Kiowa-Häuptlinge den Stamm nach dem Washita-Massaker an den Cheyennes im Winter 1868 auf, das Reservat wieder zu verlassen. So kam es von 1869 bis 1871 erneut zu Kämpfen und Überfällen in Texas, bevor sich die Kiowa nach der Festnahme der Häuptlinge Satanta, Satank und Big Tree in das Reservat zurückbegaben.
Letztmals versuchten die Kiowa zwischen 1874 und 1875 gemeinsam mit den Comanche, sich der amerikanischen Übermacht zu erwehren, auch in der Hoffnung, so die letzten in der Gegend vorkommenden Bisonherden vor der Vernichtung durch die Weißen bewahren zu können. Aber Satanta musste sich nach einer verheerenden Niederlage im Palo Duro Canyon im November 1874 ergeben. Kurz danach gab auch Lone Wolf mit den letzten 252 freien Kiowa im Mai 1875 den Widerstand auf, so dass es der US-Regierung bis zum Sommer 1875 gelang, die Kiowa wieder sämtlich in das Reservat bei Fort Sill in Oklahoma zurückzudrängen.

## Leben in der Reservation
1878 lebten dort etwa 1.200 Kiowa. Am 6. August 1901 wurde das Land der Kiowa zur Besiedlung durch die Weißen freigegeben, de facto wurde damit das Reservat aufgelöst. Jedes Familienoberhaupt erhielt damals 80 acres. Bis 1990 stieg die Zahl der Kiowa, die im Gebiet des ehemaligen Reservates leben, wieder auf rund 5.500 an.
Kurz nach der Einweisung in das Reservat übernahmen die Kiowa und Comanchen ein neues Ritual von den Lipan-Apache, das als Beginn der Native American Church gesehen wird: Nachts wurde in einem Zelt ein zentrales Feuer entfacht und ein niedriger, mondsichelförmiger Erdaltar errichtet, auf dem ein Peyote-Kaktus deponiert wurde. Im Laufe des Rituals wurde gemeinsam geraucht, gebetet und mit Trommelbegleitung gesungen, bevor der halluzinogene Kaktus (oftmals allerdings nur symbolisch) verzehrt wurde. Sinn des Rituals war die Krankenheilung und die Erlangung spiritueller Kräfte.

## Heutige Situation
Die Kiowa sind heute im Kiowa Tribe of Oklahoma organisiert. Das Stammeszentrum liegt in Carnegie, Oklahoma. Der Stamm hat etwa 11.000 bis 14.000 Mitglieder. Nur noch wenige Kiowa (wohl weniger als 1.000, genaue Angaben sind schwierig) sprechen ihre eigene Sprache.

## Häuptlinge und berühmte Persönlichkeiten
- Dohäsan (Dohasan, Dohosan, Tauhawsin, Tohausen oder Touhason – ‚Little Mountain, Little Bluff‘ oder ‚Top-of-the-Mountain‘, ca. * 1785/1795 – † 1866, Kriegshäuptling der Kâtá (Arikara) Band, letzter gewählter Oberhäuptling der Kiowa für 33 Jahre bis zu seinem Tod 1866, Mitglied der Elite-Kriegergesellschaft Koitsenko (Kaisenko, Ko-eet-senko))
- Guipago oder Lone Wolf (Gui-pah-gho – „Einsamer Wolf“, auch ‚Rescued by Wolves‘ – „von Wölfen gerettet“, ca. * 1820 – † 1879, Nachfolger seines Onkels Dohäsan als Oberhäuptling der Kiowa, Anführer der Kriegsfraktion, Mitglied der Elite-Kriegergesellschaft Koitsenko (Kaisenko, Ko-set-senko) sowie der Tsetanma, später zur Unterscheidung auch als Lone Wolf the Elder bezeichnet)
- Tene-angop'te („Strampelnder Vogel“, daher im Englischen als Kicking Bird bekannt; auch Wa-toh-konk / Watohkonk – „Schwarzer Adler“ oder im Englischen Black Eagle, ca. * 1835 – † 1875, Häuptling, Anführer der Friedensfraktion, Unterzeichner mehrerer Verträge)
- Tsen-tainte oder White Horse („Weißes Pferd“, *ca. 1840/1845 – † 1892, Häuptling und Teil der Kriegsfraktion, obwohl Teilnehmer sowie Unterzeichner des Vertrags von Medicine Lodge von 1867 unternahm er danach mehrere Kriegs- und Raubzüge gegen indianische Stämme sowie Siedler und der US-Armee, u. a. Teilnahme an der Zweiten Schlacht bei Adobe Walls von 1874, während seiner Inhaftierung in Fort Marion entwickelte er zusammen mit anderen indianischen Gefangenen der Südlichen Plains die Ledger Art)
- Ado-Eete (Addo-etta – „Großer, starker Baum“, daher besser bekannt als Big Tree, ca. * 1850 – † 1929, Krieger und Kriegshäuptling, schloss sich mehreren Unternehmungen von Satank, Satanta, Guipago an, Big Tree setzte sich nach seiner Freilassung aus dem Gefängnis von Fort Sill im Dezember 1874 für Frieden ein und für die Unterrichtung seines Stammes, er versuchte den sog. Kiowa-Propheten namens P'oinka (Pa-ing-ya) zu diskreditieren, als der 1887 den Stamm zur Rückkehr zu den alten Traditionen aufrief, nahm nicht am Geistertanz der Kiowa von 1890 teil und unterstützte die Errichtung der ersten Baptistenmission auf der Reservation, 1897 wurde er Mitglied der Rainy Mountain Baptist Church und diente 30 Jahre als Diakon)
- Satank (Set-Tank, Set-Angya, Set-ankeah – „Sitzender Bär“, daher besser bekannt als Sitting Bear, ca. * 1800 – † 1871, Häuptling, Medizinmann und Führer der Elite-Kriegergesellschaft Koitsenko (Kaisenko, Ko-eet-senko), zeichnete sich in vielen Kriegszügen gegen die Südlichen Cheyenne, die Sauk und Meskwaki aus, später zwischen 1835 und 1871 unternahm er zahlreiche Raub- und Kriegszüge in Kansas, Oklahoma, Texas und Mexiko gegen weiße Siedler, Planwagenzüge sowie Armee-Außenposten, wurde bei einem Fluchtversuch erschossen)
- Satanta (Set'tainte, Settainte – „Weißer Bär“, daher im Englischen oft White Bear genannt, ca. * 1820 – † 1878, nach dem Tod des letzten Oberhäuptlings Dohäsan wurde er in den 1860er und 1870er einer der bekanntesten Häuptlinge der Kiowa, Führer der Kriegsfraktion, unternahm mehrere Raub- und Kriegszüge zwischen 1850 und 1874 auf den Südlichen Plains und in Mexiko, Unterzeichner mehrerer Verträge (Little Arkansas Treaty von 1865 und Medicine Lodge Treaty von 1867), auch als Redner der Plains bekannt, beging 1878 Suizid durch Sprung in den Gefängnishof während seiner zweiten Inhaftierung in der Huntsville Unit)
- Maman-Ti (Mama'nte – ‚Sky Walker, Walking Above, Walks-in-the-Sky‘ oder ‚Man-on-a-Cloud‘, ca. * 1835 – † 1875, bedeutendster spiritueller Anführer und Medizinmann der Kriegsfraktion, war sowohl geachtet als auch gefürchtet unter den Kiowa, war treibende spirituelle sowie politische Kraft hinter den kriegsführenden Häuptlingen, unternahm jedoch auch selbst manche Kriegs- und Raubzüge, prophezeite den frühzeitigen Tod seines größten stammesinternen Rivalen – des Häuptlings Kicking Bird, des Führers der Friedensfraktion – voraus)
- Big Bow (Zepko-ette, Za-ko-yea – „Großer Bogen“, *1833 – ?†, bedeutender Kriegshäuptling, war angeblich für die meisten Raub- und Kriegszüge in Texas, Oklahoma, Kansas und New Mexico verantwortlich, Freund von Häuptling Tsen-tainte (White Horse), obwohl Mitglied der Kriegsfraktion stand er den Prophezeiungen und der Medizin des Medizinmanns Maman-Ti skeptisch gegenüber als auch dem Friedenshäuptling Kicking Bird, schloss sich manchmal Mescalero und Lipan Apache an, später meist jedoch der Kwaarʉ Nʉʉ/Kwahadi Band der Comanche unter Quanah Parker und Black Horse an, ergab sich 1875 als einer der letzten Häuptlinge)
- Mamay-day-te (Mamadayte – ‚Medicine Standing Bundles‘, * ca. 1843 – † 1923, Neffe und Adoptivsohn von Oberhäuptling Lone Wolf (Guipago), der ihm auch seinen Namen übertrug; daher zur Unterscheidung manchmal als Lone Wolf II, meist jedoch als Guopahko oder Lone Wolf the Younger bezeichnet – sein Adoptivvater danach als Lone Wolf the Elder, wurde von den Kiowa bis 1896 als Oberhäuptling anerkannt, führte auf der Reservation die Traditionalisten an und kämpfte vor Gericht erfolglos um die Landrechte seines Stammes)
- Ahpeahtone (Apeahtone, Ah-pe-a-ton, Apiatan – „Hölzerne Lanze“, „Tötet mit einer Lanze“, auch Que-Tah-Tsay, * 1856 – † 1931, letzter traditioneller Häuptling der Kiowa, Sohn des Kiowa-Häuptlings Red Otter sowie Großneffe von Guipago (Lone Wolf), zudem verwandt mit Red Cloud, dem Kriegshäuptling der Oglala-Lakota, Anhänger der Native American Church, trat später den Methodisten bei, warnte nach einem Besuch bei dem Paiute-Propheten Wovoka vor dem Geistertanz von 1890)
- N. Scott Momaday (1934–2024, Schriftsteller, Literaturwissenschaftler, Maler und Pulitzer-Preis-Träger, einer seiner Vorfahren ist der angesehene Oberhäuptling Lone Wolf the Younger, der vor seiner Adoption Mamay-day-te (Mamadayte) hieß)
- die Kiowa Six früher Kiowa Five genannt: Es handelt sich um eine bedeutende Künstlergruppe von Malern (fünf Kiowa-Männer sowie einer Kiowa-Frau) aus Oklahoma im 20. Jahrhundert, bestehend aus: Spencer Asah (* ca. 1905/1910 – † 1954, Kiowa Name: Lallo – „Kleiner Junge“), James Auchiah (* 1906 – † 1974, Kiowa Name: Tsekoyate – „Großer Bogen“, sein Großvater war Häuptling Satanta und sein Urgroßvater der Medizinmann und Bewahrer des Medizinbündels Red Tipi, Letzterer war zudem Lederkünstler), Jack Hokeah (* 1901 – † 1969), Stephen Mopope (* 1898 – † 1974, Kiowa Name: Qued Koi (Wood Coy) – „Bemalte Robe“, war zudem Tänzer und Flötenspieler, sein Großvater mütterlicherseits war der berühmte Häuptling Appiatan, sein Großvater väterlicherseits war ein spanischer Gefangener, der vom Kiowa-Häuptling Many Bears adoptiert wurde; seine Großonkel waren die ebenfalls berühmten Künstler Silver Horn (Haungooah) und Oheltoint (Ohettoint)), Lois Smoky (* 1907 – † 1981, Kiowa Name: Bougetah – „Von der Morgenröte“, ihr Vater war der Großneffe des Kiowa Häuptlings Appiatan) sowie Monroe Tsatoke (* 1904 – † 1937, Kiowa Name: Tsatokee – „ein Pferd jagen“, sein gleichnamiger Vater war ein Scout und seine Großmutter eine weiße Gefangene)